# Chương trình phòng thủ "Chiến tranh giữa các vì sao"
Tổ chức Phòng thủ chiến lược ban đầu (SDI), hay còn gọi là chương trình phòng thủ "Chiến tranh giữa các vì sao", là một hệ thống phòng thủ tên lửa với nhiệm vụ bảo vệ nước Mỹ khỏi cuộc tấn công của vũ khí chiến lược mang đầu đạn hạt nhân (bao gồm ICBM và SLBM). Chương trình phòng thủ này đã được tổng thống Ronald Reagan tuyên bố vào ngày 23 tháng 3 năm 1983, và ông cũng kêu gọi các nhà khoa học phát triển một hệ thống mà có thể khiến vũ khí hạt nhân trở nên lỗi thời.
Strategic Defense Initiative Organization (SDIO) được bắt đầu triển khai vào năm 1984 trong đó Bộ quốc phòng Mỹ sẽ giám sát việc phát triển. Các loại vũ khí sử dụng năng lượng cao bao gồm cả laser, vũ khí chùm hạt và hệ thống phòng thủ tên lửa trên mặt đất và không gian được nghiên cứu, cùng với đó là nghiên cứu các hệ thống sensor, chỉ huy và điều khiển, máy tính hiệu năng cao, mà sẽ có khả năng điều khiển một hệ thống bao gồm hàng trăm trung tâm chỉ huy và mạng lưới vệ tinh phủ sóng toàn cầu trong một cuộc chiến diễn ra rất ngắn. Một số khái niệm này đã được thử nghiệm vào cuối những năm 1980, và nó vẫn đang được tiếp tục cho đến ngày nay.
Dưới sự chỉ đạo của Phòng sáng tạo khoa học và kỹ thuật trực thuộc SDIO, đứng đầu là tiến sĩ vật lý Dr. James Ionson, việc đầu tư cho phát triển dự án tập trung vào các nghiên cứu cơ bản tại các phòng thí nghiệm quốc gia, các trường đại học và các ngành công nghiệp; đây cũng là nguồn đầu tư chính cho lĩnh vực vật lý năng lượng cao, siêu máy tính, vật liệu tiên tiến, và nhiều ngành khoa học trọng điểm khác.
Năm 1987, Hiệp hội Vật lý Hoa Kỳ kết luận rằng các công nghệ đang được xem xét còn nhiều thập kỷ nữa mới có thể sẵn sàng triển khai, và cần ít nhất một thập kỷ nghiên cứu nữa để biết liệu một hệ thống như vậy có khả thi hay không. Sau khi xuất bản báo cáo APS, quỹ của SDI liên tục bị cắt giảm. Tính đến cuối những năm 1980, những nỗ lực được tập trung vào phát triển khái niệm "Brilliant Pebbles" sử dụng tên lửa cỡ nhỏ trên quỹ đạo giống như tên lửa không đối không truyền thống, mà được dự tính với chi phí phát triển/triển khai sẽ rẻ hơn nhiều.
SDI đã gây tranh cãi trong một số lĩnh vực, và bị chỉ trích vì có thể kích hoạt lại "một cuộc chạy đua vũ trang". Đến đầu những năm 1990, khi Chiến tranh Lạnh kết thúc và kho vũ khí hạt nhân bị cắt giảm nhanh chóng, sự ủng hộ chính trị dành cho SDI đã kết thúc. Tổ chức SDI chính thức kết thúc vào năm 1993, khi chính quyền Bill Clinton chuyển hướng sang tên lửa đạn đạo tầm trung và đổi tên cơ quan này thành Tổ chức Phòng thủ Tên lửa Đạn đạo (BMDO)

## Lịch sử

### Hệ thống phòng thủ tên lửa liên lục địa quốc gia
Quân đội Mỹ đã bắt đầu quan tâm tới khái niệm hệ thống phòng thủ tên lửa liên lục địa (BMD) ngay từ cuối chiến tranh thế giới 2. Những nghiên cứu tập trung vào chủ đề là việc đánh chặn các tên lửa V-2 là rất khó khăn vì thời gian bay của tên lửa là rất ngắn khiến cho sẽ có rất ít thời gian để chuyển tiếp các thông tin qua mạng lưới chỉ huy/điều khiển tới khẩu đội tên lửa đánh chặn để đánh chặn nó. Phòng thí nghiệm Bell đã chỉ ra rằng dù các tên lửa tầm xa bay nhanh hơn nhiều, quãng thời gian bay của chúng lâu hơn cùng với đó là trần bay rất cao của tên lửa sẽ khiến chúng dễ dàng bị phát hiện bởi radar.
Nghiên cứu này dẫn đến việc phát triển các dự án tên lửa đánh chặn như Nike Zeus, Nike-X, chương trình Sentinel và cuối cùng là chương trình ABM Safeguard, tất cả tập trung vào việc triển khai một hệ thống phòng thủ tên lửa trên phạm vi toàn nước Mỹ trước các tên lửa ICBM của Liên Xô. Các biện pháp đối phó chi phí thấp như mồi nhử radar sẽ cần phải có các máy bay tiêm kích để đánh chặn. Những ước tính ban đầu đã chỉ ra rằng, theo tỉ lệ, Mỹ cần 20$ để đánh chặn vũ khí tấn công giá 1$ của Liên Xô. Sự ra đời của các đầu đạn đa mục tiêu độc lập MIRV cuối những năm 1960 càng làm đảo lộn sự cân bằng theo hướng có lợi cho các tên lửa tấn công. Việc này đã đưa đến tỉ lệ chi phí cho bên tấn công/phòng thủ thuận chênh lệch đến mức để phát triển một hệ thống phòng thủ tên lửa cũng sẽ dẫn đến chạy đua vũ trang.

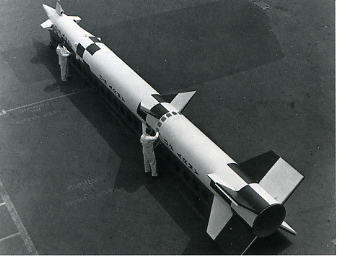
Tên lửa Nike Zeuse phiên bản tăng tầm/tên lửa Spartan được phát triển vào cuối những năm 1960 và là một phần của hệ thống ABM Safeguard. Chi phí cho dự án phát triển là 40 tỉ $ (315 tỉ $ vào năm 2021).

Khi đối mặt với vấn đề này, Dwight D. Eisenhower đã yêu cầu ARPA cân nhắc các khái niệm thay thế. Dự án Defender của tổ chức này nghiên cứu tất cả các loại hệ thống phòng thủ trước khi hủy bỏ phần lớn để tập trung cho Dự án BAMBI. BAMBI đã sử dụng một loạt vệ tinh mang tên lửa đánh chặn sẽ tấn công các ICBM của Liên Xô ngay sau khi chúng được phóng. Việc đánh chặn tên lửa ở giai đoạn khởi tốc nếu thành công cũng sẽ tiêu diệt cả các đầu đạn con độc lập MIRV. Không may thay, chi phí hoạt động của một hệ thống như vậy sẽ rất lớn, và Không quân Hoa Kỳ bác bỏ các khái niệm như vậy. Việc phát triển đã bị hủy bỏ vào năm 1963.
Trong thời kỳ này, toàn bộ chủ đề về BMD ngày càng trở nên gây tranh cãi. Các kế hoạch triển khai ban đầu đã không được quan tâm nhiều, nhưng vào cuối những năm 1960, các cuộc họp công khai bàn về hệ thống Sentinel-Safeguard đã vấp phải sự phản đối của hàng nghìn người biểu tình giận dữ. Sau 30 năm nỗ lực, chỉ có một hệ thống phòng thủ tên lửa được hoàn thiện, hệ thống này bắt đầu đi vào hoạt động tháng 4 năm 1975 và bị dừng vào tháng 2 năm 1976.
Hệ thống phòng thủ tên lửa liên lục địa A-35 của Liên Xô được triển khai xung quanh Matxcơva để đánh chặn bất cứ tên lửa liên lục địa nào tấn công thủ đô nước Nga và vùng phụ cận. Hệ thống A-35 là hệ thống ABM duy nhất của Liên Xô được phép triển khai trong Hiệp ước chống tên lửa đạn đạo năm 1972. Hệ thống được phát triển từ những năm 1960 và đi vào vận hành năm 1971 cho đến những năm 1990, nó được trang bị tên lửa đánh chặn ngoài khí quyển mang đầu đạn hạt nhân A350.

### SDI

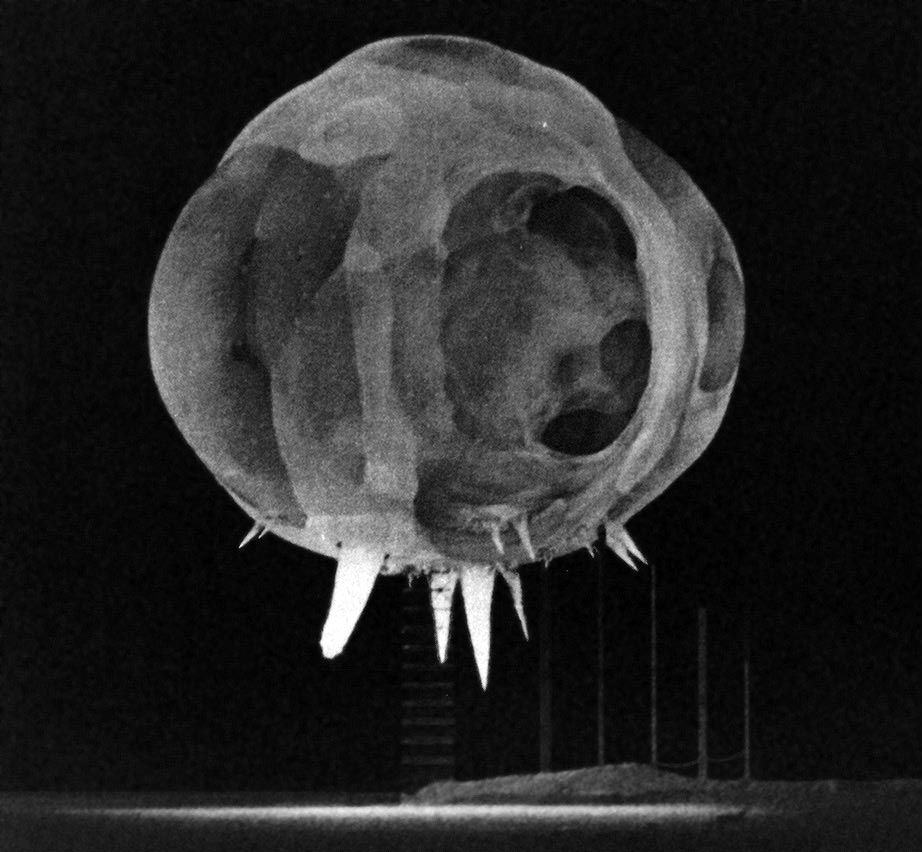
Phần gai sáng nhô ra dưới quả cầu lửa của một trong những vụ thử nghiệm trong chiến dịch Tumbler-Snapper diễn ra năm 1952, còn được gọi là hiệu ứng "rope trick". Hiệu ứng này được tạo thành bởi sự bùng phát dữ dội của tia X do vụ nổ phát ra làm nóng các dây tháp thép đến mức chúng phát ánh sáng trắng. Sự phát triển đầu đạn W71 và dự án Excalibur phát triển vũ khí đánh chặn tia X-laser được dựa trên hiệu ứng phá hủy của những tia X này.

George Shultz, bộ trưởng ngoại giao Mỹ thời tổng thống Reagan, cho rằng một bài giảng năm 1967 của nhà vật lý Edward Teller (ông được mệnh danh là cha đẻ của bom khinh khí) là tiền thân của SDI.  Trong bài giảng, Teller diễn đạt ý tưởng phòng thủ trước tên lửa hạt nhân sử dụng vũ khí hạt nhân, chủ yếu là đầu đạn hạt nhân W65 và W71, cùng với thiết bị mà sau này là thiết bị tia X/nhiệt sử dụng trên tên lửa Spartan vào năm 1975. Bài giảng này được tổ chức tại Phòng thí nghiệm quốc gia Lawrence, tổng thống Reagan là người đã tham dự bài giảng này ngay sau khi ông trở thành thống đốc bang California.
Những phát triển về vũ khí laser tại Liên Xô bắt đầu từ năm 1964–1965. Qua các dữ liệu được giải mật về thời gian này, những nghiên cứu của Liên Xô về một hệ thống vũ khí laser ngoài không gian được tiến hành trước năm 1976 dưới tên gọi Skif, là một vũ khí laser CO2 công suất 1 MW Carbon dioxide laser cùng với Kaskad, một nền tảng tên lửa chống vệ tinh trên quỹ đạo.
Một pháo ổ quay Rikhter R-23 cũng được trang bị trên trạm không gian Salyut 3 của Liên Xô vào năm 1974, người ta đã đã tiến hành thử nghiệm bắn thành công súng từ vệ tinh trên quỹ đạo.

### Works cited
- Frances Fitzgerald (2001). Way Out There in the Blue: Reagan, Star Wars and the End of the Cold War. Simon & Schuster. ISBN 0-7432-0023-3.
- Broad, William J. (1985). Star Warriors: A penetrating look into the lives of the young scientists behind our space age weaponry. Simon & Schuster. ISBN 0-7881-5115-0. (Reprint edition 1993; Diane Pub. Co.)